# Schüttelrohr

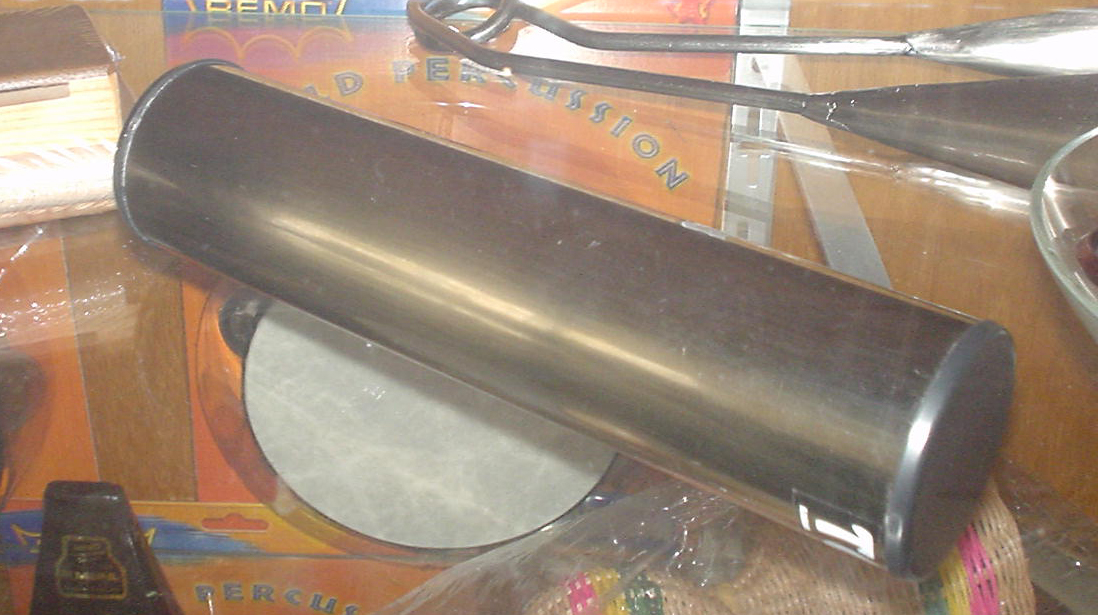
Schüttelrohr

Ein Schüttelrohr ist eine zylindrische Gefäßrassel, die zu den Schüttelidiophonen gehört. Es besteht zumeist aus einer an beiden Enden verschlossenen Bambus- oder Metallröhre und ist mit unterschiedlichen Rasselkörpern gefüllt, etwa Samen, Reis, Erbsen, Steine oder Sand.
Durch rhythmisches Schütteln des Rohres erzeugen die gegen sich selbst und die Wand schlagenden Körper einen geräuschhaften Klang. Diese Geräusche können die Aufgabe des Metrums in einem Musikstück übernehmen.
Vor allem in der lateinamerikanischen Musik werden Schüttelrohre den Shakern zugerechnet. Sind die Röhrenenden nicht fest, sondern durch eine Membran verschlossen, spricht man von einer Rasseltrommel. In der brasilianischen Musik werden Schüttelrohre und darüber hinaus alle Arten von Rasseln als chocalho bezeichnet.